# Andor (jeu)
Pour les articles homonymes, voir Andor.
Andor (nom original : Die Legenden von Andor) est un jeu de société de fantasy créé par Michael Menzel.

## Description
Les joueurs incarnent des héros devant protéger le pays d'Andor contre l'invasion de créatures maléfiques. Dans le jeu de base, les joueurs disposent de 7 heures par jour (7 actions) pour accomplir diverses tâches comme se déplacer, combattre, récupérer des objets, etc. Cinq légendes sont disponibles dans le jeu de base, représentant autant d'histoires différentes à jouer, avec éventuellement des variantes. Chacune de ces légendes propose un ou plusieurs objectifs que les joueurs doivent réaliser en coopération.
Le jeu mise beaucoup sur l'accessibilité en proposant aux joueurs de faire leur première partie très rapidement, de nouvelles règles étant ajoutées au fur et à mesure de l'aventure.
Andor appelle également à la créativité des joueurs, en matière de légendes, de héros, d'adversaires etc.

## Héros (jeu de base)
Chacun des héros d'Andor peut être joué soit dans sa version masculine, soit dans sa version féminine, avec les mêmes attributions (nombre de dés et capacité spéciale) et un rang qui lui est propre.
- Pasco, archer du Bois de la Vigilance / Chada, archère du Bois de la Vigilance. Rang 25. Peut attaquer d'une case adjacente.
- Liphardus, magicien du Nord / Eara, magicienne du Nord. Rang 34. Peut retourner son dé ou celui d'un héros qui combat en sa compagnie.
- Kram, nain de la Mine-Sans-Fond / Brigha, naine de la Mine-Sans-Fond. Rang 9. Peut acheter chez les nains des points de force pour 1 pièce d'or au lieu de deux.
- Thorn, guerrier des Plaines d'Andor / Mairen, guerrière des Plaines d'Andor. Rang 14. Gagne 5 points de volonté au lieu de 3 quand il boit à un puits[1].

## Adversaires (jeu de base)
- Les 16 Gors. Se battent avec deux dés rouges. Ce sont les adversaires les plus faibles du jeu.
- Les 5 Skrals. Se battent avec deux dés rouges, mais sont plus puissants que les Gors.
- Les 5 Trolls, créatures millénaires d'Andor. Se battent avec trois dés rouges[2].
- Les 2 Wardracks. Se battent avec deux dés noirs et se déplacent deux fois par journée.
- Varkur, le sombre mage[3].
- Tarok, le dragon. Les héros l'affrontent lors de la légende 5[4].

## Personnages secondaires (jeu de base)
- Brandur, vieux roi d'Andor.
- Le prince Thorald, fils et successeur de Brandur. Il peut aider les héros lors des combats.
- Reka la sorcière. Elle se trouve sous un jeton brouillard et détient les potions. Elle est particulièrement bienveillante envers l'archer[5].
- Garz le nain marchand.
- Les soldats nains. Ils peuvent aider les héros lors des combats.
- Les paysans : ils doivent être ramenés au château pour le défendre.

## Objets (jeu de base)
- Arc : permet d'attaquer un adversaire à une case de distance. Coûte deux pièces d'or chez les marchands. L'archer et l'archère en ont un d'office.
- Heaume : permet d'additionner les doubles aux dés, à l'instar des monstres. Coûte deux pièces d'or chez les marchands.
- Gourde : permet de se déplacer de deux cases supplémentaires sans dépenser d'heure. Coûte deux pièces d'or chez les marchands.
- Longue-vue : permet à un héros de révéler tous les objets des cases adjacentes. Coûte deux pièces d'or chez les marchands.
- Faucon : permet d'envoyer des petits objets à un autre héros une fois par journée. Coûte deux pièces d'or chez les marchands.
- Pierres runiques : de couleur bleue, jaune et verte. 6 sont fournies dans le jeu, mais seules 5 sont en général placées sur le plateau en début de partie. Si un héros a trois pierres de couleur différente dans son inventaire, il peut se battre avec un dé noir.
- Herbes médicinales : de valeur 3 ou 4, placées en début de partie. Elles permettent d'obtenir ponctuellement des points de force supplémentaires.

## Légendes de la boîte de base
- 1 : L'arrivée des héros (introduction)
- 2 : La guérison du Roi (mise en jeu des objets et des pierres runiques)
- 3 : Les jours de résistance (différentes variantes)
- 4 : Les secrets de la mine (se joue sur le verso du plateau)
- 5 : La colère du dragon (l'affrontement final)
- 6 : L'héritage du dragon (des cartes vierges invitant à créer ses propres légendes)

## Extensions

### La Légende de Gardétoile
La Légende de Gardétoile (Die Legenden Von Andor : Der Sternenschild) est une extension commercialisée en 2012. Après avoir vaincu Tarok le dragon, les héros doivent affronter d'autres menaces, comme l'Esprit de Feu. Ils font également la connaissance de nouveaux personnages, comme Merrik le cartographe (que l'on est tenté de voir comme la représentation de Michael Menzel, créateur de la série de jeux), Ken Dorr le voleur, ainsi que des loups. Les héros disposent de nouveaux objets, parmi lesquels le bouclier de Gardétoile représente un enjeu majeur. Il permet en effet, pour chaque face utilisée, d'annuler l'avancée d'un type d'ennemi au début d'une journée. Quelques cases de bande dessinée introduisent le jeu.

### Voyage vers le Nord
Voyage vers le Nord est la première grande extension et le deuxième volet de la trilogie d'Andor. À bord de l'Aldebaran, le navire que leur a accordé le prince Thorald, les héros doivent se porter au secours de l'île d'Hadria, terre de magie au nord du royaume d'Andor. Cette extension comporte notamment un nouveau plateau à deux faces, un petit plateau destiné à indiquer à quel poste se trouve chaque héros sur le bateau ainsi que les améliorations éventuelles du navire et 4 nouvelles légendes numérotées de 7 à 10 :
- Légende 7 : À la recherche du cartographe.
- Légende 8 : La tempête se lève.
- Légende 9 : Le maître des mers.
- Légende 10 : Hadria (sur le verso du plateau).

Le nain ne peut être joué dans cette extension, où il est remplacé Stinner, guerrier des Îles embrumées / Stianna, guerrière des Îles embrumées.
Outre les Gors, les héros rencontrent de nouveaux adversaires : 
- 6 Nerax
- 5 Trolls des mers
- 4 Arrogs
- Le Géant des mers
- Kenvilar
- Arkteron
- Oktohan
- Qurun.

Ils peuvent bénéficier du soutien d'alliés :
- Merrik le cartographe
- Grenolin le barde (variante permettant de faciliter l'aventure)
- Les nains d'argent
- Les Tarus.

Ils obtiennent de nouveaux objets et animaux : 
- La martre chapardeuse
- La poudre de Nixe
- La boussole d'Hadria
- Des tonneaux
- Des rondins
- Des minerais
- Des coquillages
- Un sablier
- Un collier
- Un coffre
- Le cristal noir (œil de dragon)
- Les trois artefacts : le heaume de Varatan, Varlion l'épée ardente et le marteau d'Orweyn.

Trois pions sont destinés à encourager la créativité des joueurs : Warx le roi des Nerax, Irja la Nixe et le Champion inconnu. Sorti en Allemagne le 22 octobre 2014.

### Nouveaux héros
Nouveaux héros est une extension permettant de jouer jusqu'à 6 joueurs. Elle comporte quatre nouveaux héros : 
- Kheelan, gardien de la Vallée / Kheela, gardienne de la Vallée, avec Vara l'Esprit des Eaux[8]. Rang 29
- Fenn, rôdeur des Forêts Australes / Fennah, rôdeuse des Forêts Australes. Rang 22.
- Arbon / Talvora, sentinelle des Archives, et son arbalète. Rang 50.
- Bragor / Rhega, Tarus de la Vallée de la Tourmente, et sa lance. Rang 15.

Elle inclut également une variante qui diminue la difficulté du jeu, Le Bouclier Fraternel, et deux qui l'augmentent : le Héraut Noir en version pour cinq et pour six joueurs et le Troll ivre.
Contient des modifications pour les anciennes légendes.
Sorti en Allemagne au printemps 2014.

### Chada & Thorn
Chada & Thorn est un jeu de cartes pour un ou deux joueurs de Gerhard Hecht. Il s'inscrit chronologiquement après les évènements de Voyage vers le Nord, mais forme un jeu à part. Michael Menzel n'en réalise que l'illustration.
Le jeu comporte une légende introductive et 4 autres légendes, ainsi que de nombreux personnages secondaires, dont certains font leur première apparition. À deux joueurs, l'un doit choisir Chada, l'autre Thorn. À un joueur, il faut choisir Stinner. Après avoir fait naufrage sur le chemin du retour vers Andor, le ou les héros doivent atteindre le sud de l'île où ils ont échoué afin que les Nains les aident à regagner leur patrie, mais doivent ce faisant échapper à la Malédiction de Varatan qui les pourchasse, et se défaire des nombreux adversaires se trouvant sur leur chemin. Sorti en France le 8 juillet 2016.

### Le Dernier Espoir
Titre original : Die Letzte Hoffnung. Il s'agit de la seconde grande boîte de jeu d’Andor et du dernier volet de la trilogie. Les héros franchissent les Montagnes grises au Sud d'Andor pour venir en aide aux Andorains enlevés par les Krahders. Il s'agit d'un standalone créé et illustré par Michael Menzel. Elle comporte notamment un nouveau plateau à deux faces et 4 nouvelles fiches personnages à l'effigie des héros du jeu de base. Outre des changements esthétiques (le guerrier monte désormais Ambra, un cheval blanc, le nain porte une couronne et le magicien un habit blanc), les héros ont de nouvelles capacités spéciales et parfois un nouveau rang :
- Pasco, archer du Bois de la Vigilance / Chada, archère du Bois de la Vigilance. Rang 82. Reçoit l'objet chaudron en début de légende à partir de la légende 12, peut préparer des potions avec de l'herbe aux oiseaux.
- Liphardus, magicien du Nord / Eara, magicienne du Nord. Rang 34. En plus de retourner un dé, peut utiliser 3 grimoires à partir de la légende 12 (lumière, guérison, portails).
- Kram, nain de la Mine-Sans-Fond / Brigha, naine de la Mine-Sans-Fond. Rang 71. S'il est sans nourriture au terme de la journée, il ne perd que 4 points de volonté au lieu de 8. En revanche, s'il a des provisions, il obtient 1 point de force ou 6 points de volonté. Combat avec 5 points de force supplémentaires et 3 dés sur les cases grottes.
- Thorn, guerrier des Plaines d'Andor / Mairen, guerrière des Plaines d'Andor[1]. Rang 14. Peut prendre sur son cheval et déposer un héros sans s'arrêter. Bénéficie de deux points de force supplémentaires au premier tour de combat à partir de la légende 12.

La variante niveau 2 ajoute encore une nouvelle capacité spéciale à chaque héros.
La boîte contient 7 légendes inédites numérotées de 11 à 17 :
- Légende 11 : Les Montagnes grises - Légende introductive
- Légende 12 : Le Roi blafard
- Légende 13 : Le Convoi des Andorains
- Légende 14 : Le Maître du Troll
- Légende 15 : L'Esprit malin (ou L'Esprit funeste)
- Légende 16 : Dans l'ombre du Château glacé
- Légende 17 : Le Dernier Espoir.

Lors de ces légendes, les héros devront affronter de nouveaux adversaires : 
- 6 guerriers squelettes que l'on ne peut ignorer si l'on se trouve sur la même case qu'eux
- 6 Wargors qui avancent deux fois en début de journée
- 8 Skrals des Montagnes
- 4 Trolls
- 5 Trolls sentinelles
- 2 Gnomes tapis dans des grottes
- Le Roi blafard
- Nomion
- Le Troll des Origines
- Les 4 Krahders : Undavahr (jaune), Tuavahr (bleu), Gonhar (rouge) et Corion (vert).

Il y a en tout 40 figurines avec leur socle en plastique. Les héros peuvent utiliser des armes anciennes :
- Le gant de fer
- Le couteau
- La hache
- L'épée (en deux morceaux).

La variante niveau 1 permet d'utiliser ces armes anciennes tout au long d'un combat, et pas seulement pour un tour.
Sorti en Allemagne en septembre 2016, sorti en France le 27 octobre 2017.

### Héros sombres
Titre original : Dunkle Helden ; Dark heroes en anglais. Il s'agit d'une extension créée et illustrée par Michael Menzel permettant de jouer jusqu'à 6 joueurs avec le jeu de base ou Le Dernier Espoir.
Contient des modifications pour les anciennes légendes.
Contient entre autres 4 nouveaux héros, dont Drukil (Drukia au féminin) l'homme-ours rencontré dans Chada & Thorn et le demi-skral, 35 cartes légendes, un pion Merrik âgé et un pion Marun la Naine. Sorti en Allemagne le 12 juin 2017 et le 7 septembre 2018 en France.

### Le Coffret bonus
Titre original : Die Bonus-Box, une boîte bonus destinée au jeu de base, sortie à l'occasion du cinquième anniversaire de la série de jeux Andor. Elle contient notamment 36 cartes légendes, 33 petites cartes, une fiche de héros (le guerrier-loup), 17 figurines dans des supports en matière plastique et 1 CD audio du groupe de fantasy-folk Elane. Quatre légendes sont proposées : deux déjà présentes sur le site officiel, une inédite en solo ainsi qu'une autre inédite dans laquelle les héros devront combattre les barbares venus de l'est d'Andor. Le fond de la boîte sert de plateau à un jeu de dés dont les règles sont expliquées dans le livret. Sorti en Allemagne en septembre 2017 et le 7 septembre 2018 en France.
Contient les légendes :
- Légende 1 : L'attaque des Barbares
- Légende 2 : L'escorte du Roi
- Légende 3 : La libération de la mine
- Légende 4 : Le présage de feu (légende solo, se passe en même temps que la libération de la mine)

### Les Légendes oubliées - Esprits ancestraux
Titre original : Die Verschollenen Legenden - Alte Geister. Il s'agit du premier opus d'une nouvelle série d'extensions pour le jeu de base issue des fans. Elle a été réalisée par Dorothea Michels et Matthias Miller et illustrée par Michael Menzel, avec un graphisme de Michaela Kienle et Fine Tuning. Après la victoire sur Tarok le dragon, trois nouvelles aventures passionnantes attendent les héros, dont une dans la mine :
- Légende 1 : Le sillage du dragon : vous reconstruisez les maisons incendiées en rassemblant outils et matériels, avec l'aide des habitants de l'ouest : les Tudorains, tout en défendant leur campement et le château. Vous rencontrez les 4 Arbaks, esprits de la forêt d'Andor qui veillent à la protéger.
- Légende 2 : Le sorcier d'Andor : vous ferez bientôt face à de puissants ennemis jusque-là inconnus: Schron le chef des Skrals, Skuvar l'ancien esprit de la terre et Stantari le démon de glace.
- Légende 3 : Le trio de pierre : vous découvrirez un secret depuis longtemps enfoui dans les Montagnes Grises.
- Légende 4 : La quatrième statue (publiée par Iello (pdf) en cadeau pendant le confinement.

La boîte contient notamment 72 cartes légende, réparties cartes légende, 15 figurines dont Gilda pour les légendes à créer, et de nombreux nouveaux objets. Les règles contiennent des indications permettant de jouer avec chacune des extensions pour 5 à 6 joueurs. Sorti en Allemagne en octobre 2018 et en France en juin 2019. Deux légendes supplémentaires, dont une incluant Zor, une figurine inutilisée de cette extension, sont sorties en décembre 2018 sur le site officiel allemand.

### La libération de Chaumebourg
Ce petit standalone est le second jeu de Gerhard Hecht sur le thème d'Andor. Ce jeu coopératif pour 2 à 4 joueurs, dans lequel il faut libérer le château des créatures, se situe après le jeu de base. Six personnages sont disponibles : Chada, Thorn, Kram, Eara, Orfen le guerrier-loup et Kheela avec Vara l'Esprit des Eaux. Michael Menzel en est l'illustrateur. Les héros doivent s'unir pour accomplir quatre des six tâches nécessaires à la libération du château du roi Brandur. Se voulant plus rapide que le jeu original, il est d'une mise en place aisée, avec un petit plateau, les pions des personnages, 16 carquois, 6 grimoires pour Eara, 1 hache pour Kram et 120 cartes sur lesquelles figurent notamment les ennemis avec leurs points de force (certains ont été créés pour le jeu). Les parties sont d'une durée allant de 30 à 45 minutes. Le narrateur, principal facteur à prendre en compte, est symbolisé par une pile de cartes. Le jeu comporte également de nombreux objets et alliés à découvrir. Sorti en Allemagne fin octobre 2019. Sorti en France le 10 juillet 2020.

### Andor junior
Annoncé en novembre 2019, ce standalone destiné aux 7 ans et plus est un jeu coopératif pour 2 à 4 joueurs dans lequel on peut incarner les jeunes mage, guerrier, nain et archer. Le but est d'accomplir différents ensembles de missions (il y en a 10 au total) puis de sauver les louveteaux perdus avant que le dragon atteigne le château de Chaumebourg. Il s'agit d'un jeu créé par Inka et Markus Brand et illustré par Michael Menzel. Contenu: 1 plateau de jeu, 4 plateaux réversibles de héros, 18 figurines en carton avec 18 supports en plastique, 12 grandes cartes de tâches, 12 dés spéciaux avec des armes dessus, 27 jetons soleils qui servent à accomplir des actions, 38 jetons brouillards, 45 tuiles, 1 marqueur de nuit avec un coq, 1 livret de règles. Sorti en Allemagne le 1er mai 2020, sorti en France en mars 2021.

### Les Légendes oubliées - Âges sombres
Le deuxième tome de la série d'extensions Les Légendes oubliées a été annoncé le 10 juin 2020. Créé par les fans Andreas Kälber et Christoph Kling, il est illustré par Michael Menzel. Sur la couverture, on peut voir Kram avec sa couronne et sa double-hache plonger sa main dans ce qui s'apparente à un portail spatio-temporel, dans lequel on distingue deux adversaires et le château de Chaumebourg. Cette extension, comportant trois légendes inédites, se distingue par la présence d'adversaires mécaniques. Sorti en Allemagne à l'automne 2020. Sorti en France début 2022.

### Andor Story Quest - Sentiers obscurs
Ce standalone semble inaugurer une nouvelle série de jeux, avec essentiellement des cartes. Ce premier opus, pouvant être traduit par "Sombres chemins" et créé par Stefan Blanck, comporte 108 cartes, dont 1 carte héros, 1 carte ennemi et 106 cartes légende, 4 dés, 4 marqueurs en bois et un livret de règle et d'histoire. Le personnage incarné par un joueur ou plus est Fenn des Nouveaux héros. Sorti en Allemagne à l'automne 2021 et en France en 2022.

### Andor - Le Froid éternel
Il s'agit du quatrième tome de la série de jeu principale, créé par Michael Menzel. L'archer est remplacé par un autre héros. Sorti en France le 17 novembre 2023.

### Andor Junior - Le Danger des Ombres
Cette extension, dont le titre original est a été créée par Inka et Markus Brand et illustrée par Michael Menzel Elle comporte notamment un nouveau héros : le gardien du feu, accompagné de Volpin. Les joueurs doivent désormais affronter un Wardrack. Sortie en France le 16 février 2024.

### Héros magiques
Cette extension de héros, dont le titre original est "Magische Helden", est développée par 4 auteurs, qui ont donné vie à un héros chacun. Andreas Kälber présente Barz, le nomade des steppes des terres orientales, Christoph Kling a créé Iril, le maître runique des nains d'argent, Dorothea Michels nous donne à jouer Ijsdur, démon de glace des montagnes Kuolema et Matthias Miller est le père d'Aćh, le gardien des Takuris (oiseaux de feu mythiques). Sorti en Allemagne à l'automne 2021 et le 7 février 2025 en France.

### Autres extensions
Plusieurs mini-extensions, notamment sous la forme de légendes ou de héros supplémentaires, sont mises à disposition gratuitement par l'éditeur sur son site. Certaines sont en français. De nombreuses légendes, héros ou variantes ont été également imaginés par les joueurs,, surtout ceux d'Allemagne (plus de 260 légendes en avril 2021). Le site officiel allemand propose en outre de nombreux concours, avec des lots exclusifs liés à l'univers d'Andor à la clef. En 2019 par exemple, le site a entre autres invité les joueurs à créer des personnages sur le thème « Guerrier du feu ».

## Jeux vidéos

### Adventures of Hadria
Ce jeu vidéo pour un joueur incarnant la magicienne Eara dans 5 légendes inédites à débloquer au fur et à mesure de l'avancée dans le jeu : 
- Aventure 1 - En route pour Hadria : Eara doit se rendre à la forteresse Yra dans un temps restreint, tout en récupérant Varlion l'épée de feu.
- Aventure 2 - La Rencontre : Eara doit affronter un premier adversaire dans la cour de la forteresse.
- Aventure 3 - Les Ennemis aux Portes de la Forteresse.
- Aventure 4 - Les Messagers des Deux Ordres.
- Aventure 5 - L'Ermite.

On y retrouve certains adversaires rencontrés dans l'extension Voyage vers le Nord. Sous les jetons brouillards, Eara peut trouver des gourdes, des bonus ou des malus et, ce qui est une nouveauté, des livres de sort. Dans ce jeu, Eara doit utiliser un point de volonté pour utiliser sa capacité spéciale (retourner son dé). Jeu gratuit sorti en avril 2017, originellement disponible en allemand et en anglais seulement, puis bénéficiant d'une version traduite partiellement en français, en ligne et sur application. Indisponible actuellement.

### Le Secret du Roi
Ce jeu vidéo mobile payant (titre original : Das Geheimnis des Königs) de Jörg Ihle et Julian Brink est sorti le 22 janvier 2019. Il a été produit par United Soft Media, développé par Daedalic Entertainment et financé par FFF Bayern. Son et musique sont l’œuvre de Julian Alexander Colbus. L'aventure se déroule entre les légendes 3 et 4 du jeu de base, sur trois plateaux différents : les deux du jeu de base et le recto du standalone Le Dernier espoir. Le joueur peut selon les légendes incarner jusqu'à 4 héros. Les personnages jouables sont ceux du jeu de base, dans leur version féminine ou masculine, ainsi qu'Orfen le guerrier-loup, qui est imposé dans certaines légendes et qui est disponible dans d'autres, également dans sa version féminine (Marfa). Nous retrouvons certains personnages issus de la série de jeux de société, comme le roi Brandur, le prince Thorald, Reka la sorcière et Garz le nain marchand, qui apparaît dès l'écran de chargement du jeu, ainsi que d'autres, inédits, comme Callia la fée. Il en va de même pour les objets. Quelques règles ont été modifiées : le nain a par exemple désormais comme capacité spéciale de transformer ses points de volonté en points de force pour un tour de combat. Les légendes, inédites et offrant (sauf pour le didacticiel) deux niveaux de difficulté (normal et difficile), sont d'abord au nombre de deux. Les 11 légendes suivantes sont à débloquer au fur et à mesure de l'avancée dans le jeu.
- Didacticiel de Légende. Héros imposés : Thorn, puis Chada.
- La grande chasse. Héros imposés : Chada et Thorn. Orfen est disponible dans la mise à jour 1.1.0 après avoir fini le jeu.
- L'aide de la sorcière.
- La guérison du Prince.
- La fée de la forêt.
- Le Gigangor.
- À travers la mine.
- Pitons.
- Vieille connaissance et nouveaux amis.
- L'escorte du Roi.
- L'ombre du passé.
- L'attaque de Chaumebourg.
- Prise du Fort d'hiver.

Pour chaque légende, le joueur peut voir quel temps il a réalisé et à quelle lettre le narrateur s'est arrêté. Disponible en français, allemand, anglais et espagnol sur Google Play et App Store. La mise à jour 1.1.0 est sortie le 5 juillet 2019. Elle permet notamment d'annuler une action, de faire des sauvegardes sur le cloud et de jouer Orfen dans les légendes 2 à 5 après avoir fini le jeu.
Une mise à jour majeure, la 1.2.0, comportant trois nouvelles légendes et un nouveau personnage jouable, le Guerrier du feu Trieest, a été annoncée le 20 décembre 2019 pour l'année 2020. Sa sortie a été retardée en raison de la crise sanitaire. Cette extension payante, disponible depuis le 4 octobre 2023, s'intitule "Cœur de glace" et la première légende a pour titre "Tombée de l'hiver".

## Produits dérivés
Des fonds d'écran dessinés par Michael Menzel.
Le roman de 322 pages Das Lied des Königs, qui pourrait être traduit par « Le Chant du roi » a été écrit par Stefanie Schmitt et illustré par Michael Menzel et a paru aux éditions Franckh-Kosmos le 5 octobre 2015 (disponible uniquement en allemand).
Stefanie Schmitt, Michael Menzel, Dorothea Michels et Matthias Miller ont également écrit de courts récits, publiés sur le site officiel, donnant un relief particulier à cette série de jeux. Certains récits ont été traduits en français par Marianne Louis.
Une série de trois romans pour enfants sur Andor junior a été lancée en Allemagne avec un premier tome sorti le 16 septembre 2021 et intitulé „Der Fluch des roten Drachen“, que l'on pourrait traduire par "La malédiction du dragon rouge". Il existe également sept livres audio.
La bande son de 70 minutes " Into the North " du groupe Elane, sortie en 2015 et dédiée à l'extension Voyage vers le Nord.
Elane a également annoncé mi-juillet 2019 l'album The Vigilant Woods, dont la pochette est illustrée par Michael Menzel, pour le 11 octobre 2019. Le premier des trois titres, éponyme, est disponible en téléchargement dès le 26 juillet 2019.

## Récompenses et nominations
- Lucca Comics & Games meilleur projet éditorial 2012
- Lucca Comics & Games meilleur jeu familial 2012 (nommé)
- As d'or, catégorie grand public, en 2013[46]
- Golden Geek Best Thematic Board Game 2013 (nommé)
- Golden Geek Best Board Game Artwork/Presentation 2013 (nommé)
- Graf Ludo (de) - meilleur graphisme dans la rubrique jeu familial 2013
- Juego del Año 2013[47]
- Ludoteca Ideale Official Selection 2013[48]
- Lys Passionné 2013 (finaliste)[49]
- Spiel des Jahres, meilleur jeu pour connaisseur, en 2013[50].
- Spiele Hit mit Freunden 2013[51]
- Tric Trac d'Or 2013 (finaliste)[52]
- Nederlandse Spellenprijs Experts 2014[53]

## Autres traductions
- Anglais : Legends of Andor (Fantasy Flight Games)[54]
- Espagnol : Las Leyendas de Andor (Devir)[55]
- Grec : Θρύλοι της Άντορ (Kaissa)[56]
- Italien : Le leggende di Andor (Giochi Uniti)[57]
- Néerlandais : De Legenden van Andor (999 Games)[58]
- Polonais : Legendy krainy Andor (Galakta)[59]
- Portugais : As Lendas de Andor (Devir)[60]
- Russe : Андор (Zvezda)[61]
- Slovaque et tchèque : Andor - dobrodružné legendy (Albi)[62]